# Elecciones estatales de Baja California de 2021
Las Elecciones estatales de Baja California de 2021 se llevaron a cabo el domingo 6 de junio de 2021, y en ellas se renovaron los titulares de los siguientes cargos de elección popular del estado mexicano de Baja California:
- Gubernatura de Baja California. Titular del Poder Ejecutivo del estado, electo para un periodo de seis años no reelegible en ningún caso. La candidata electa fue Marina del Pilar Ávila Olmeda.
- 25 diputaciones locales: Se eligen 25 diputaciones estatales, 17 Electos por mayoría relativa elegidos en cada uno de los distritos electorales, mientras otros 8 son elegidos mediante representación proporcional. Los diputados elegidos mediante mayoría relativa podrán ser reelegidos hasta por cuatro períodos consecutivos.
- 5 ayuntamientos: Formados por una persona titular de la Presidencia Municipal y regidores que conforman el cabildo municipal, electos para un periodo de tres años,  reelegibles hasta por un período más. San Quintín y San Felipe votarán su primer ayuntamiento en las elecciones estatales de 2024.[4]

## Antecedentes
Las elecciones locales de 2019 trajeron consigo un cambio drástico en la política de Baja California. La victoria de Morena en las elecciones para gobernador en 2019 significó la pérdida del «bastión político» del Partido Acción Nacional, estado que este partido había gobernado por 30 años ininterrumpidos. La victoria de Morena en el estado fue vista como simbólica para el proyecto del presidente Andrés Manuel López Obrador y como consecuencia de los altos índices de aprobación de su gobierno a seis meses de haber iniciado su gestión.
Después de la victoria de Bonilla en los comicios, la noche del 9 de julio de 2019, durante una sesión extraordinaria de la XXII Legislatura del Congreso del Estado de Baja California que poseía una mayoría panista, aprobó con 21 votos a favor, 1 voto nulo y 3 abstenciones la reforma al Octavo Transitorio Constitucional para ampliar el período gubernamental del ejecutivo estatal de dos a cinco años, presentada por el diputado de Morena, Víctor Manuel Morán Hernández. Dicha reforma fue conocida con el nombre de «Ley Bonilla». Esta reforma aprobada invalidó la decisión unánime del Congreso del Estado en 2014 en donde se aprobó el empate de las elecciones locales con las federales para el año 2019, lo que implicaría que Baja California contaría con un gobernador, diputados locales y presidentes municipales, para un periodo único de dos años.

## Organización

### Partidos políticos
En las elecciones estatales tienen derecho a participar once partidos políticos. Diez son partidos políticos con registro nacional: Partido Acción Nacional (PAN), Partido Revolucionario Institucional (PRI), Partido de la Revolución Democrática (PRD), Partido del Trabajo (PT), Partido Verde Ecologista de México (PVEM), Movimiento Ciudadano (MC), Movimiento Regeneración Nacional (MORENA), Partido Encuentro Solidario (PES), Fuerza por México (FPM) y Redes Sociales Progresistas (RSP). Y además un partido político estatal: Partido de Baja California (PBC).

### Proceso electoral
La campaña electoral para la gubernatura inicia el 4 de abril de 2021, mientras que las campañas para las diputaciones y alcaldías inician el 19 de abril. El periodo de campañas concluye el 2 de junio. La votación está programada para celebrarse el 6 de junio de 2021, de las 8 de la mañana a las 6 de la tarde, en simultáneo con las elecciones federales. Se estima que el computo final de resultados se publique el 21 de junio.
Durante la campaña se llevarán a cabo tres debates entre los candidatos a la gubernatura. El primero se realizará el 18 de abril, el segundo el 2 de mayo y el tercero el  23 de mayo. Para los ayuntamientos se realizarán dos debates por municipio y para el congreso un debate por cada uno de los 17 distritos electorales.
El 13 de marzo tomaron protesta los consejeros electorales restantes para el proceso electoral. Los consejeros distritales son los siguientes:
| Nombre                            | Cargo                | Consejo distrital      | Municipio          |
| --------------------------------- | -------------------- | ---------------------- | ------------------ |
| Sandra Leticia Gutiérrez Reyes    | Consejera Presidenta | Consejo Distrital I    | Mexicali           |
| José Manuel González Merino       | Consejero Presidente | Consejo Distrital II   | Mexicali           |
| Sara Martínez Sánchez             | Consejera Presidenta | Consejo Distrital III  | Mexicali           |
| Martha Cristina Dorantes González | Consejera Presidenta | Consejo Distrital IV   | Mexicali           |
| Guadalupe Flores Meza             | Consejera Presidenta | Consejo Distrital V    | Mexicali           |
| Mirna Elisa Bejarano Ahumada      | Consejera Presidenta | Consejo Distrital VI   | Tecate             |
| José Manuel Grijalva Gómez        | Consejero Presidente | Consejo Distrital VII  | Tijuana            |
| María Elena Ríos Bravo            | Consejera Presidenta | Consejo Distrital VIII | Tijuana            |
| Eduardo Barrios Borjón            | Consejero Presidente | Consejo Distrital IX   | Tijuana            |
| Emilia Ortega Aceves              | Consejera Presidenta | Consejo Distrital X    | Tijuana            |
| Marycarmen Ambriz Lucio           | Consejera Presidenta | Consejo Distrital XI   | Tijuana            |
| Lauro Pablo Briones Sánchez       | Consejero Presidente | Consejo Distrital XII  | Tijuana            |
| Paulina Martínez Castro           | Consejera Presidenta | Consejo Distrital XIII | Tijuana            |
| Alma Guadalupe Quijada Figueroa   | Consejera Presidenta | Consejo Distrital XIV  | Tijuana            |
| Benigno Pérez Ruesga              | Consejero Presidente | Consejo Distrital XV   | Playas de Rosarito |
| Juan Daniel Núñez Plata           | Consejero Presidente | Consejo Distrital XVI  | Ensenada           |
| Marisol Hernández Estrada         | Consejera Presidenta | Consejo Distrital XVII | Ensenada           |

### Distritos electorales
Para la elección de diputados de mayoría relativa del Congreso del Estado de Baja California el estado se divide en 17 distritos electorales.
| Distrito | Municipio          | Mapa |
| -------- | ------------------ | ---- |
| 1        | Mexicali           |      |
| 2        | Mexicali           |      |
| 3        | Mexicali           |      |
| 4        | Mexicali           |      |
| 5        | Mexicali           |      |
| 6        | Tecate             |      |
| 7        | Tijuana            |      |
| 8        | Tijuana            |      |
| 9        | Tijuana            |      |
| 10       | Tijuana            |      |
| 11       | Tijuana            |      |
| 12       | Tijuana            |      |
| 13       | Tijuana            |      |
| 14       | Tijuana            |      |
| 15       | Playas de Rosarito |      |
| 16       | Ensenada           |      |
| 17       | Ensenada           |      |

## Precandidaturas y coaliciones

### Va por Baja California
|  | |
|  | Partido Acción Nacional - Gobernadora del Estado - Alcaldías de Mexicali y Ensenada - 7 diputados. Distritos 2, 3, 4, 8, 10, 12, 14 - Regidor en Mexicali (4), Tijuana (4), Playas de Rosarito (2), Ensenada (3), Tecate (2) - Síndico en Playas de Rosarito y Tecate |
|  | Partido Revolucionario Institucional - 6 diputados. Distritos 1, 6, 9, 11, 15, 16 - Alcaldía de Tecate y Playas de Rosarito - Regidor en Mexicali (2), Tijuana (1), Playas de Rosarito (1), Ensenada (2), Tecate (1)                                                  |
|  | Partido de la Revolución Democrática - Alcaldía de Tijuana - 4 diputados. Distritos 5, 7, 13 y 17 - Regidor en Mexicali (2), Tijuana (3), Playas de Rosarito (2), Ensenada (2), Tecate (2)                                                                            |

El 23 de diciembre de 2020 el Partido Acción Nacional (PAN), el Partido Revolucionario Institucional (PRI) y el Partido de la Revolución Democrática (PRD) firmaron alianza parcial para buscar la gubernatura y las 5 alcaldías del estado. Originalmente en la elección de diputados locales también se presentarían en conjunto, excepto en los distritos 2 y 8; sin embargo, al final fue una alianza total. Al PAN le corresponde postular a los candidatos para la gubernatura y las alcaldías de Ensenada y Mexicali, al PRI las alcaldías de Tecate y Rosarito, y al PRD la alcaldía de Tijuana.
El 12 de diciembre de 2020 se acordó seleccionar al candidato a la gubernatura a través de una encuesta. Los aspirantes a la candidatura son Héctor Osuna Jaime, candidato a la gubernatura en las elecciones de 2019 por el partido Movimiento Ciudadano; Jorge Hank Rhon, expresidente municipal de Tijuana; Jaime Martínez Veloz, candidato a la gubernatura en las elecciones de 2019 por el PRD; la senadora Gina Cruz Blackledge y el presidente municipal de Mexicali Gustavo Sánchez Vásquez. En la declaración de coalición, se estableció que el candidato a la gubernatura sería una mujer del Partido Acción Nacional.
El 14 de enero de 2021, después de especulaciones sobre su posible candidatura a la gubernatura del estado, la senadora Gina Cruz Blackledge rechazó ser la candidata de la coalición para la gubernatura. Posteriormente, el presidente estatal de Acción Nacional anunció que se iniciaron pláticas con Lupita Jones, Miss Universo 1991 y directora nacional de Mexicana Universal, para que ella sea la candidata a la gubernatura de la coalición. Además de Jones, otros nombres en consideración como posibles candidatas son los de la exdiputada federal Eloísa Talavera, la empresaria Carolina Aubanel Riedel y la directora general del Semanario Zeta Adela Navarro Bello.

### Movimiento Ciudadano
Originalmente se rumoraba que formarían alianza con el PAN, PRD y PBC; sin embargo, Dante Delgado y Clemente Castañeda anunciaron que irían solos en las elecciones de 2021, con la finalidad de ser una tercera vía, ante la formación de dos grandes bloques políticos.  En noviembre de 2020, anunciaron que sería el exrector de la Universidad Autónoma de Baja California Alejandro Mungaray Lagarda, el candidato de su partido a la gubernatura del estado. El 24 de marzo de 2021, Alejandro Mungaray renunció a la precandidatura a gobernador. Alcibíades García Lizardi, coordinador estatal de Movimiento Ciudadano en el estado, fue designado por la asamblea electoral del partido, como candidato a gobernador de Baja California, reemplazando a Mungaray.

### Partido de Baja California
El partido local desde un principio anunció que buscaría una posible alianza con partidos nacionales para enfrentar a Morena, aunque tampoco negaron la posibilidad de ir solos en la contienda, luego de algunos números positivos en las pasadas elecciones, donde superaron en algunos distritos al PRI. Posteriormente, anunciaron que Héctor Osuna Jaime podría ser el candidato a gobernador y lo propusieron junto a un grupo del PAN, para ser medido en la encuesta. A última hora decidieron abandonar las pláticas de una posible alianza con el PAN, PRI y PRD, por lo que irán en solitario a las elecciones. El 1 de febrero se dio a conocer que el presidente del Consejo de Organizaciones Ciudadanas Independientes, Carlos Atilano Peña, sería el candidato a la gubernatura del Estado por ese partido.

### Juntos Hacemos historia
|  | |
|  | Movimiento Regeneración Nacional - Gobernador del Estado - Alcaldías de Tijuana y Ensenada - 4 diputados. Distritos 3, 4, 5 y 17 - Regidores en Tijuana (6) y Ensenada (3) |
|  | Partido Verde Ecologista de México - 1 Diputado. Distrito 6 - Regidores en Tijuana (1) y Ensenada (1)                                                                      |
|  | Partido del Trabajo - 3 Diputados. Distritos 7, 9 y 16 - Regidores en Tijuana (3) y Ensenada (2) - Síndico en Ensenada                                                     |

El 24 de diciembre de 2020 el partido Movimiento Regeneración Nacional (Morena), el Partido del Trabajo y el Partido Verde Ecologista de México (PVEM) acordaron realizar una coalición parcial para las elecciones estatales de Baja California. La alianza presentará candidato para la gubernatura, para la presidencia municipal de Mexicali y Ensenada, y para ocho de los 17 diputados de mayoría relativa del estado. Para la gubernatura se acordó postular a la candidata seleccionada por Morena.
El 4 de diciembre de 2020 se habían registrado ocho aspirantes a la gubernatura por parte de Morena: El presidente municipal de Tijuana, Arturo González Cruz, la presidenta municipal de Mexicali, Marina del Pilar Ávila Olmeda, el presidente municipal de Ensenada, Armando Ayala Robles, los senadores Alejandra León Gastélum y Gerardo Novelo Osuna; el diputado local Víctor Morán Hernández; el empresario Pedro Antonio Romero Torres-Torrija y el doctor en gerencia pública y política social, Francisco Rosas Coronado. El 12 de diciembre de 2020 se anunció que la candidatura sería para Marina del Pilar. En marzo de 2021, cambian los lineamientos de la alianza, yendo juntos en Tijuana a la alcaldía y separados en Mexicali.
Distritos electorales  en la que las coalición postuló candidatos:

### Candidaturas Independientes
Para la gubernatura del Estado, se registró ante el IEEBC, el Mtro. Lorenzo López Lima como aspirante a una candidatura independiente. En el caso de las alcaldías, Paulo Alfonso Carrillo Regino busca la candidatura de Tijuana; Marco Antonio Vizcarra Calderón, la de Mexicali; Roberto Esquivel Fierro, Luis Fernando Serrano García, Kevin Fernando Peraza Estrada y Javier Antonio Zambrano Vega, la de Playas de Rosarito; José Alfonso Ramírez Ramírez, Jesús Alcántara Martínez, Rogelio Castro Segovia, Ernesto García González, Guadalupe Hernández Valdez y Sanciro Ríos Zúñiga, la candidatura de Ensenada; y César Iván Sánchez Álvarez, Rafael Miravete Basáñez, Celso Arturo Figueroa Medel, José Manuel Márquez Martínez, la de Tecate.
El 18 de marzo de 2021 el IEEBC rechazó otorgarle la candidatura independiente a Lorenzo López Lima, al recabar sólo 30 firmas válidas de las 56,972 que requería.

### Fuerza por México
El 5 de enero de 2021, se presentó al comité estatal del partido en Baja California y se adelantó que sería el empresario Jorge Ojeda García, el aspirante a la gubernatura del Estado por dicho partido; para la alcaldía de Tijuana, será Jorge Tagle Rodríguez, quien fungiera como titular de la Comisión Estatal para la Protección contra Riesgos Sanitarios de 2019 a 2020. El 26 de mayo de 2021 Jorge Ojeda declinó su candidatura en favor de Marina del Pilar Ávila, candidata de la coalición «Juntos Hacemos Historia».

### Redes Sociales Progresistas
El partido anunció a principios de enero de 2021 que ellos postularían a una mujer para la gubernatura de Baja California. La exlíder sindical y exdiputada Victoria Bentley Duarte, había anunciado que buscaría la candidatura a través del partido de reciente creación y, el 13 de enero de 2021, se registró como precandidata por dicho partido. María Eugenia Soler Carmona, se registró como precandidata a la alcaldía de Tijuana y Félix Francisco Ojeda Ortega, por la de Ensenada. En enero de ese mismo año, se había anunciado que había pláticas con el empresario Jorge Hank Rhon, para una posible candidatura a la gubernatura, sin embargo, las negociaciones no prosperaron.

### Partido Encuentro Solidario
El 25 de enero, se anunció a los medios de comunicación, que el empresario Jorge Hank Rhon se registraría como precandidato único a la gubernatura del estado.

## Debates
| Debates de las elecciones para gobernador en Baja California de 2021 | Debates de las elecciones para gobernador en Baja California de 2021 | Debates de las elecciones para gobernador en Baja California de 2021 | Debates de las elecciones para gobernador en Baja California de 2021 | Debates de las elecciones para gobernador en Baja California de 2021 | Debates de las elecciones para gobernador en Baja California de 2021 | Debates de las elecciones para gobernador en Baja California de 2021 | Debates de las elecciones para gobernador en Baja California de 2021 | Debates de las elecciones para gobernador en Baja California de 2021 | Debates de las elecciones para gobernador en Baja California de 2021 | Debates de las elecciones para gobernador en Baja California de 2021 | Debates de las elecciones para gobernador en Baja California de 2021 |
| N.º                                                                  | Día y hora                                                           | Sede                                                                 | Lugar                                                                | Moderador                                                            | Participantes                                                        | Participantes                                                        | Participantes                                                        | Participantes                                                        | Participantes                                                        | Participantes                                                        | Participantes                                                        |
| -------------------------------------------------------------------- | -------------------------------------------------------------------- | -------------------------------------------------------------------- | -------------------------------------------------------------------- | -------------------------------------------------------------------- | -------------------------------------------------------------------- | -------------------------------------------------------------------- | -------------------------------------------------------------------- | -------------------------------------------------------------------- | -------------------------------------------------------------------- | -------------------------------------------------------------------- | -------------------------------------------------------------------- |
| N.º                                                                  | Día y hora                                                           | Sede                                                                 | Lugar                                                                | Moderador                                                            |                                                                      |                                                                      |                                                                      |                                                                      |                                                                      |                                                                      |                                                                      |
| N.º                                                                  | Día y hora                                                           | Sede                                                                 | Lugar                                                                | Moderador                                                            | Lupita Jones                                                         | Marina del Pilar Ávila                                               | Alcibíades García                                                    | Carlos Atilano                                                       | Jorge Hank                                                           | Victoria Bentley                                                     | Jorge Ojeda                                                          |
| 1                                                                    | Domingo 18 de abril de 2021 8:00 p. m.–10:00 p. m. PDT               | Instituto Estatal Electoral de Baja California                       | Mexicali                                                             | Rosa María Méndez Fierros y Jorge Heras Lavoe                        | Asiste                                                               | Asiste                                                               | Asiste                                                               | Asiste                                                               | Asiste                                                               | Asiste                                                               | Asiste                                                               |
| 2                                                                    | Domingo 2 de mayo de 2021 8:00 p. m.–10:00 p. m. PDT                 | Instituto Estatal Electoral de Baja California                       | Mexicali                                                             | Jorge Heras Lavoe y Gabriela Martínez Córdova                        | Asiste                                                               | No asiste                                                            | Asiste                                                               | Asiste                                                               | Asiste                                                               | Asiste                                                               | Asiste                                                               |
| 3                                                                    | Domingo 23 de mayo de 2021 8:00 p. m.–10:00 p. m. PDT                | Instituto Estatal Electoral de Baja California                       | Mexicali                                                             | Delia Rocío Galván Zepeda y José Gerardo Sánchez García              | Asiste                                                               | No asiste                                                            | Asiste                                                               | Asiste                                                               | Asiste                                                               | Asiste                                                               | No asiste                                                            |

## Encuestas

### Gubernatura

#### Promedio
El siguiente gráfico muestra el promedio y la evolución de las encuestas de la elección gubernamental realizadas desde enero de 2021, de acuerdo a datos de El País.

#### Por candidato
| Encuestadora          | Fecha de aplicación                 | Muestra | Margen de error | Jones  | Ávila  | García | Atilano | Hank   | Bentley | Ojeda | O/N/NS |
| --------------------- | ----------------------------------- | ------- | --------------- | ------ | ------ | ------ | ------- | ------ | ------- | ----- | ------ |
| Encuestadora          | Fecha de aplicación                 | Muestra | Margen de error |        |        |        |         |        |         |       | O/N/NS |
| Poligrama.mx          | 28 de mayo al 1 de junio de 2021    | 1000    | ±3.1%           | 12.40% | 39.59% | 2.74%  | —       | 34.39% | —       | —     | 10.88% |
| Massive Caller        | 1 de junio del 2021                 | 1000    | ±3.4%           | 15.1%  | 45.4%  | 3.6%   | 2.0%    | 31.7%  | 2.2%    | —     | –      |
| Demoscopia Digital    | 1 de junio del 2021                 | 1074    | ±3.9%           | 16.5%  | 48.8%  | 1.6%   | 1.78%   | 21.9%  | 1.3%    | —     | 12.2%  |
| Arias Consultores     | 28 al 31 de mayo de 2021            | 486     | ±4.4%           | 14.0%  | 39.3%  | –      | —       | 34.3%  | —       | —     | 12.4%  |
| Campaigns & Elections | 30 de mayo del 2021                 | 400     | ±4.9%           | 17.0%  | 49.0%  | 2.0%   | 3.0%    | 18.0%  | 1.0%    | 2.0%  | 8.0%   |
| Arias Consultores     | 25 al 28 de mayo de 2021            | 672     | ±3.8%           | 15.8%  | 37.0%  | –      | —       | 38.4%  | —       | —     | 8.7%   |
| Plural.mx             | 24 al 27 de mayo de 2021            | 3000    | ±3.5%           | 23.0%  | 43.0%  | 2.0%   | 5.0%    | 19.0%  | 1.0%    | 1.0%  | 6.0%   |
| Arias Consultores     | 21 al 24 de mayo de 2021            | 728     | ±3.6%           | 15.7%  | 38.5%  | –      | —       | 40.3%  | —       | —     | 5.5%   |
| Campaigns & Elections | 23 de mayo de 2021                  | 400     | ±4.9%           | 18%    | 48%    | 1%     | 3%      | 17%    | 1%      | 4%    | 8%     |
| Arias Consultores     | 17 al 20 de mayo de 2021            | 896     | ±3.3%           | 12.2%  | 37.4%  | –      | —       | 41.0%  | —       | —     | 9.3%   |
| Heraldo Media Group   | 19 y 20 de mayo del 2021            | 1000    | ±3.1%           | 11.6%  | 47.2%  | 1.7%   | 3%      | 32.1%  | 2.4%    | 2%    | 0%     |
| Consulta Mitofsky     | 16 al 18 de mayo de 2021            | 1200    | ±2.8%           | 20.0%  | 46.1%  | 4.6%   | 0.7%    | 14.7%  | 1.6%    | 1.0%  | 11.3%  |
| México Elige          | 14 al 17 de mayo del 2021           | 3218    | ±2.0%           | 14.1%  | 40.4%  | —      | —       | 35.9%  | —       | —     | 9.6%   |
| Campaigns & Elections | 15 de mayo del 2021                 | 400     | ±4.9%           | 19.0%  | 49.0%  | 1.0%   | 3.0%    | 19.0%  | 1.0%    | 2.0%  | 6.0%   |
| Arias Consultores     | 9 al 13 de mayo de 2021             | 873     | ±3.3%           | 16.5%  | 33.9%  | –      | —       | 45.2%  | —       | —     | 4.4%   |
| El Financiero         | 10 al 11 de mayo del 2021           | 400     | +/- 4.9         | 30%    | 45%    | 4%     | 1%      | 16%    | 2%      | 2%    | —      |
| Campaigns & Elections | 8 de mayo de 2021                   | 400     | ±4.9%           | 20.0%  | 48.9%  | 1.0%   | 2.0%    | 19.0%  | 2.0%    | 2.0%  | 6.0%   |
| Plural.mx             | 1 a 5 de mayo de 2021               | 3000    | ±3.5%           | 15.0%  | 44.0%  | 2.0%   | 5.0%    | 14.0%  | 2.0%    | 2.0%  | 16.0%  |
| Heraldo Media Group   | 3 de mayo de 2021                   | 1000    | ±3.1%           | 12.9%  | 41.6%  | 2.8%   | 4.6%    | 23.4%  | 1.0%    | 1.3%  | 12.4%  |
| Campaigns & Elections | 1 de mayo de 2021                   | 400     | ±4.9%           | 23.0%  | 47.0%  | 1.0%   | 0%      | 16.0%  | 2.0%    | 3.0%  | 8.0%   |
| Arias Consultores     | 25 al 28 de abril de 2021           | 941     | ±3.2%           | 13.6%  | 32.9%  | –      | —       | 44.2%  | —       | —     | 9.3%   |
| Consulta Mitofsky     | 23 al 25 de abril de 2021           | 1200    | ±2.8%           | 21.5%  | 45.9%  | 2.2%   | 0.9%    | 15.1%  | 0.2%    | 0.6%  | 13.4%  |
| Demoscopia Digital    | 25 de abril de 2021                 | 1074    | ±3.9%           | 16.3%  | 44.8%  | 2.3%   | 3.1%    | 18.2%  | 1.4%    | 4.6%  | 9.3%   |
| El Financiero         | 18 al 24 de abril de 2021           | 400     | —               | 28.0%  | 43.0%  | 3.0%   | 6.0%    | 14.0%  | 3.0%    | 3.0%  | —      |
| Demoscopia Digital    | 18 de abril de 2021                 | 1074    | ±3.9%           | 15.4%  | 42.6%  | 1.3%   | 2.8%    | 17.4%  | 0.9%    | 1.5%  | 19.1%  |
| Campaigns & Elections | 17 de abril de 2021                 | 400     | ±4.9%           | 19.0%  | 40.0%  | 1.0%   | 2.0%    | 15.0%  | 3.0%    | 2.0%  | 18.0%  |
| Arias Consultores     | 10 al 13 de abril de 2021           | 926     | ±3.2%           | 13.8%  | 33.2%  | –      | —       | 40.0%  | —       | —     | 12.9%  |
| Campaigns & Elections | 10 de abril de 2021                 | 400     | ±4.5%           | 20.0%  | 38.0%  | 2.0%   | 2.0%    | 14.0%  | 1.0%    | 1.0%  | 22.0%  |
| Demoscopia Digital    | 5 de abril de 2021                  | 1074    | ±3.9%           | 14.5%  | 38.1%  | 2.5%   | 3.1%    | 19.9%  | 0.6%    | 1.2%  | 20.1%  |
| Campaigns & Elections | 3 de abril de 2021                  | 400     | ±4.5%           | 17.0%  | 37.0%  | 2.0%   | 2.0%    | 16.0%  | 0%      | 1.0%  | 25.0%  |
| El Financiero         | 5 de marzo al 1 de abril de 2021    | 1000    | ±3.4%           | 33.0%  | 46.0%  | 4.0    | 5.0%    | 6.0%   | —       | 5.0%  | —      |
| Campaigns & Elections | 29 de marzo de 2021                 | 400     | ±4.5%           | 29.0%  | 41.0%  | 8.0%   | 2.0%    | 20.0%  | 0%      | 0%    | 0%     |
| Demoscopia Digital    | 26 de marzo de 2021                 | 1074    | ±3.9%           | 16.3%  | 33.4%  | 2.8%   | —       | 23.6%  | 0.8%    | 1.1%  | 22.0%  |
| Heraldo Media Group   | 26 de marzo de 2021                 | 1000    | ±3.1%           | 14.7%  | 45.5%  | 2.4%   | —       | 13%    | 2.5%    | 0.1%  | 21.8%  |
| Campaigns & Elections | 20 de marzo de 2021                 | 400     | ±4.5%           | 29.0%  | 38.0%  | 6.0%   | 4.0%    | 22.0%  | 1.0%    | 0.0%  | 0%     |
| Demoscopia Digital    | 16 de marzo de 2021                 | 1074    | ±3.9%           | 16.5%  | 31.7%  | 3.2%   | —       | 24.9%  | —       | 1.2%  | 22.5%  |
| Campaigns & Elections | 8 de marzo de 2021                  | 400     | ±4.5%           | 24%    | 36%    | 1.0%   | —       | 15%    | —       | —     | 24%    |
| Demoscopia Digital    | 6 de marzo de 2021                  | 1074    | ±3.9%           | 15.3%  | 29.4%  | 2.4%   | —       | 26.8%  | —       | 1.4%  | 24.7%  |
| Heraldo Media Group   | 26 a 28 de febrero de 2021          | 1000    | ±3.1%           | 10.5%  | 38.5%  | 7.4%   | —       | 12.6%  | 1.3%    | —     | 23.0%  |
| Campaigns & Elections | 27 de febrero de 2021               | 400     | ±4.5%           | 21.0%  | 28.0%  | 10.0%  | —       | 15.0%  | —       | —     | 26.0%  |
| Demoscopia Digital    | 26 de febrero de 2021               | 1074    | ±3.9%           | 14.9%  | 30.5%  | 2.5%   | —       | 25.2%  | —       | —     | 26.9%  |
| Heraldo Media Group   | 28 de enero al 2 de febrero de 2021 | 1000    | ±3.1%           | 9.0%   | 41.5%  | 5.8%   | —       | 13.5%  | 3.5%    | —     | 26.7%  |
| Demoscopia Digital    | 1 de febrero de 2021                | 1074    | ±3.9%           | 13.2%  | 32.8%  | 2.9%   | —       | 23.6%  | —       | —     | 27.5%  |
| Demoscopia Digital    | 4 de enero de 2021                  | 1074    | ±3.9%           | 21.8%  | 41.3%  | 3.1%   | —       | —      | —       | —     | 33.8%  |
| Demoscopia Digital    | 4 de enero de 2021                  | 1074    | ±3.9%           | 18.7%  | 46.6%  | 3.8%   | —       | —      | —       | —     | 30.9%  |

#### Por coaliciones
| Encuestadora          | Fecha de aplicación     | Muestra | Margen de error |       |      |       | Otros | Ninguno/ No sabe |
| --------------------- | ----------------------- | ------- | --------------- | ----- | ---- | ----- | ----- | ---------------- |
| Encuestadora          | Fecha de aplicación     | Muestra | Margen de error |       |      |       | Otros | Ninguno/ No sabe |
| Demoscopia Digital    | 25 de abril de 2021     | 1074    | ±3.9%           | 18.1% | 3.5% | 40.6% | 20.0% | 17.8%            |
| Demoscopia Digital    | 26 de marzo de 2021     | 1074    | ±3.9%           | 16.2% | 2.9% | 38.7% | 17.1% | 25.1%            |
| Campaigns & Elections | 20 de marzo de 2021     | 400     | ±4.5%           | 30.0% | 3.0% | 45.0% | 12.0% | 10.0%            |
| Campaigns & Elections | 8 de marzo de 2021      | 400     | ±4.5%           | 28%   | 5%   | 44%   | 12%   | 11%              |
| Demoscopia Digital    | 6 de marzo de 2021      | 1074    | ±3.9%           | 14.2% |      | 38.2% | 19.4% | 24.9%            |
| Demoscopia Digital    | 1 de febrero de 2021    | 1074    | ±3.9%           | 15.7% | 3.4% | 40.1% | 10.7% | 30.1%            |
| Demoscopia Digital    | 4 de enero de 2021      | 1074    | ±3.9%           | 17.8% | 2.2% | 45.2% | 6.7%  | 28.1%            |
| Campaigns & Elections | 13 de diciembre de 2020 | 400     | ±4.5%           | 37%   | 5%   | 40%   | 5%    | 13%              |

#### Por partido político
| Encuestadora          | Fecha de aplicación         | Muestra | Margen de error |        |       |       |       |        | Otro   | Ninguno/ No sabe |
| --------------------- | --------------------------- | ------- | --------------- | ------ | ----- | ----- | ----- | ------ | ------ | ---------------- |
| Encuestadora          | Fecha de aplicación         | Muestra | Margen de error |        |       |       |       |        | Otro   | Ninguno/ No sabe |
| AZ2 Marketing         | 21 de enero de 2020         | 800     | -               | 21.4%  | 9.6%  | 1.2%  | 2.1%  | 40.2%  | 18.4%  | 7.1%             |
| El Financiero         | 19 de diciembre de 2020     | -       | -               | 12%    | 11%   | 4%    | -     | 33%    | 7%     | 33%              |
| Demoscopia Digital    | 12 de noviembre de 2020     | 1 074   | ±3.9%           | 11.22% | 6.17% | 2.18% | 2.94% | 35.32% | 8.75%  | 29.74%           |
| Demoscopia digital    | 1-2 de octubre de 2020      | 1 074   | ±3.9%           | 10.12% | 5.44% | 2.76% | 3.17% | 35.88% | 12.46% | 30.17%           |
| Campaigns & Elections | 28 de septiembre de 2020    | 400     | ±4.5%           | 29%    | 10%   | –     | –     | 46%    | –      | 15%              |
| Demoscopia digital    | 1 y 2 de septiembre de 2020 | 950     | ±3.84%          | 9.18%  | 6.46% | 2.87% | 2.94% | 34.7%  | 14.53% | 29.32%           |
| El Financiero         | 10 y 11 de agosto de 2020   | 400     | ±4.9%           | 10%    | 7%    | –     | –     | 31%    | 11%    | 41%              |
| Demoscopia digital    | 1 y 2 de agosto de 2020     | 950     | ±3.84%          | 10.12% | 8.13% | 3.12% | 3.97% | 35.97% | 13.86% | 24.83%           |
| Consulta Mitofsky     | 21 y 23 de julio de 2020    | 1 400   | –               | 7.1%   | 6.46% | 0.7%  | –     | 38.0%  | 19.2%  | 20.8%            |
| Demoscopia Digital    | 1-2 de julio de 2020        | 950     | ±3.84%          | 9.16%  | 7.17% | 3.15% | 4.08% | 34.2%  | 9.96%  | 32.28%           |
| Campaigns & Elections | 17 y 18 de junio de 2020    | 1 000   | ±3.5%           | 16%    | 8%    | –     | 3%    | 36%    | 11%    | 26%              |
| Demoscopia digital    | 1 y 2 de junio de 2020      | 950     | ±3.84%          | 11.9%  | 4.11% | 5.37% | 4.62% | 37.92% | 9.68%  | 26.4%            |
| Analítica media       | 27 a 29 de mayo de 2020     | –       | –               | 20.4%  | 18.5% | 3.1%  | 4.3%  | 36.1%  | 2.5%   | 15.1%            |

### Alcaldías

#### Ensenada
| Encuestadora       | Fecha de aplicación      | Muestra | Margen de error | Mendoza | Ayala | Romero | Ojeda | Castro | Otros | Ninguno/ No sabe |
| ------------------ | ------------------------ | ------- | --------------- | ------- | ----- | ------ | ----- | ------ | ----- | ---------------- |
| Encuestadora       | Fecha de aplicación      | Muestra | Margen de error |         |       |        |       |        | Otros | Ninguno/ No sabe |
| Plural.mx          | 24 al 27 de mayo de 2021 | 3000    | ±3.5%           | 16.0%   | 39.0% | 1.0%   | 4.0%  | 8.0%   | 24.0% | 8.0%             |
| Demoscopia Digital | 15 de mayo de 2021       | 800     | ±3.8%           | 22.7%   | 53.8% | 4.3%   | 2.9%  | 3.2%   | 2.8%  | 10.3%            |
| Demoscopia Digital | 25 de abril de 2021      | 800     | ±3.8%           | 19.8%   | 46.4% | 3.5%   | –     | 2.3%   | 8.6%  | 19.4%            |
| Demoscopia Digital | 18 de abril de 2021      | 1000    | ±3.8%           | 20.7%   | 50.8% | 3.1%   | –     | 2.5%   | 9.6%  | 13.3%            |
| Demoscopia Digital | 5 de abril de 2021       | 1000    | ±3.8%           | 20.2%   | 51.4% | –      | –     | 2.4%   | 11.7% | 14.3%            |

#### Mexicali
| Encuestadora       | Fecha de aplicación      | Muestra | Margen de error | Vásquez | Bustamante | Dávila | Vizcarra | Otros | Ninguno/ No sabe |
| ------------------ | ------------------------ | ------- | --------------- | ------- | ---------- | ------ | -------- | ----- | ---------------- |
| Encuestadora       | Fecha de aplicación      | Muestra | Margen de error |         |            |        |          | Otros | Ninguno/ No sabe |
| Massive Caller     | 1 de junio de 2021       | 600     | ±4.3%           | 28.8%   | 38.3%      | 8.4%   | –        | 15.0% | 9.5%             |
| Plural.mx          | 24 al 27 de mayo de 2021 | 3000    | ±3.5%           | 21.0%   | 35.0%      | 5.0%   | 6.0%     | 12.0% | 21.0%            |
| Demoscopia Digital | 15 de mayo de 2021       | 800     | ±3.8%           | 26.3%   | 50.5%      | 4.2%   | 2.8%     | 5.9%  | 10.3%            |
| M Group            | 6 al 13 de mayo de 2021  | 1200    | ±3.0%           | 28.1%   | 36.6%      | 4.1%   | 1.0%     | 20.2% | 13.0%            |
| Demoscopia Digital | 5 de mayo de 2021        | 800     | ±3.8%           | 19.1%   | 45.6%      | 4.3%   | 3.6%     | 8.9%  | 18.5%            |
| Demoscopia Digital | 25 de abril de 2021      | 800     | ±3.8%           | 17.2%   | 40.8%      | 4.9%   | 3.8%     | 7.2%  | 26.8%            |
| Demoscopia Digital | 18 de abril de 2021      | 1000    | ±3.4%           | 18.7%   | 40.2%      | 4.1%   | 3.4%     | 8.7%  | 24.9%            |
| Demoscopia Digital | 5 de abril de 2021       | 1000    | ±3.4%           | 18.3%   | 39.5%      | 3.9%   | 3.5%     | 9.9%  | 24.9%            |

#### Playas de Rosarito
| Encuestadora   | Fecha de aplicación      | Muestra | Margen de error | Pimentel | Brown | Ortiz | Torres | Serrano | Otros | Ninguno/ No sabe |
| -------------- | ------------------------ | ------- | --------------- | -------- | ----- | ----- | ------ | ------- | ----- | ---------------- |
| Encuestadora   | Fecha de aplicación      | Muestra | Margen de error |          |       |       |        |         | Otros | Ninguno/ No sabe |
| Massive Caller | 1 de junio de 2021       | 600     | ±4.3%           | 11.9%    | 37.5% | –     | 15.1%  | 19.6%   | 7.1%  | 8.8%             |
| Plural.mx      | 24 al 27 de mayo de 2021 | 3000    | ±3.5%           | 8.0%     | 31.0% | 2.0%  | 6.0%   | 22.0%   | 17.0% | 14.0%            |
| Telemétrica MX | 13 al 16 de mayo de 2021 | 1292    | ±3.0%           | 3.0%     | 27.0% | 5.0%  | 12.0%  | 46.0%   | 8.0%  | –                |
| M Group        | 6 al 13 de mayo de 2021  | 800     | ±3.0%           | 5.7%     | 22.1% | 6.2%  | 11.6%  | 36.3%   | 9.1%  | 9.0%             |

#### Tecate
| Encuestadora   | Fecha de aplicación      | Muestra | Margen de error | Pérez | Benítez | Romero | Castro | Ferreiro | Otros | Ninguno/ No sabe |
| -------------- | ------------------------ | ------- | --------------- | ----- | ------- | ------ | ------ | -------- | ----- | ---------------- |
| Encuestadora   | Fecha de aplicación      | Muestra | Margen de error |       |         |        |        |          | Otros | Ninguno/ No sabe |
| Massive Caller | 1 de junio de 2021       | 600     | ±4.3%           | 17.7% | 28.8%   | –      | 1.9%   | 18.7%    | 22.5% | 10.4%            |
| Plural.mx      | 24 al 27 de mayo de 2021 | 3000    | ±3.5%           | 6.0%  | 28.0%   | 1.0%   | 5.0%   | 25.0%    | 18.0% | 17.0%            |
| Telemétrica MX | 13 al 16 de mayo de 2021 | 1289    | ±3.0%           | 29.0% | 39.0%   | 1.0%   | 1.0%   | 14.0%    | 15.0% | –                |
| M Group        | 6 al 13 de mayo de 2021  | 800     | ±3.0%           | 11.1% | 23.2%   | 4.8%   | 7.5%   | 31.9%    | 12.9% | 8.6%             |

#### Tijuana
| Encuestadora       | Fecha de aplicación       | Muestra | Margen de error | Ramos | Caballero | Millanés | Otros | Ninguno/ No sabe |
| ------------------ | ------------------------- | ------- | --------------- | ----- | --------- | -------- | ----- | ---------------- |
| Encuestadora       | Fecha de aplicación       | Muestra | Margen de error |       |           |          | Otros | Ninguno/ No sabe |
| Massive Caller     | 1 de junio de 2021        | 600     | ±4.3%           | 23.4% | 40.6%     | 4.7%     | 18.5% | 29.0%            |
| Demoscopia Digital | 1 de junio de 2021        | 800     | ±3.8%           | 28.1% | 42.9%     | 3.3%     | 12.1% | 13.6%            |
| Demoscopia Digital | 30 de mayo de 2021        | 800     | ±3.8%           | 27.5% | 42.1%     | 3.1%     | 13.4% | 13.9%            |
| Plural.mx          | 24 al 27 de mayo de 2021  | 3000    | ±3.5%           | 21.0% | 29.0%     | 2.0%     | 19.0% | 29.0%            |
| Demoscopia Digital | 26 de mayo de 2021        | 800     | ±3.8%           | 27.2% | 41.8%     | 3.7%     | 12.1% | 15.2%            |
| Demoscopia Digital | 23 de mayo de 2021        | 800     | ±3.8%           | 28.3% | 41.5%     | 3.8%     | 11.7% | 14.6%            |
| Telemétrica MX     | 13 al 16 de mayo de 2021  | 1307    | ±3.0%           | 37.0% | 42.0%     | 8.0%     | 12.0% | –                |
| Demoscopia Digital | 15 de mayo de 2021        | 800     | ±3.8%           | 35.2% | 45.6%     | 4.1%     | 4.6%  | 10.5%            |
| M Group            | 6 al 13 de mayo de 2021   | 1400    | ±3.0%           | 40.2% | 33.3%     | 5.3%     | 5.5%  | 16.0%            |
| Demoscopia Digital | 5 de mayo de 2021         | 800     | ±3.8%           | 26.3% | 41.7%     | 4.6%     | 7.7%  | 19.7%            |
| Demoscopia Digital | 25 de abril de 2021       | 800     | ±3.8%           | 19.1% | 39.2%     | 4.3%     | 10.9% | 26.5%            |
| Newsweek México    | 19 al 22 de abril de 2021 | 5000    | –               | 40.7% | 38.3%     | –        | 10%   | 11%              |
| Demoscopia Digital | 18 de abril de 2021       | 1000    | ±3.8%           | 19.6% | 38.3%     | 3.8%     | 12.6% | 25.7%            |
| Demoscopia Digital | 5 de abril de 2021        | 1000    | ±3.8%           | 19.3% | 39.2%     | –        | 13.9% | 27.6%            |

## Resultados electorales

### Ayuntamientos
| Partido                                         | Partido | Partido                              | Ayuntamientos |
| ----------------------------------------------- | ------- | ------------------------------------ | ------------- |
|                                                 |         | Partido Acción Nacional              | 0/5           |
|                                                 |         | Partido Revolucionario Institucional | 0/5           |
|                                                 |         | Partido de la Revolución Democrática | 0/5           |
|                                                 |         | Partido del Trabajo                  | 0/5           |
|                                                 |         | Partido Verde Ecologista de México   | 0/5           |
|                                                 |         | Movimiento Ciudadano                 | 0/5           |
|                                                 |         | Movimiento Regeneración Nacional     | 5/5           |
|                                                 |         | Partido de Baja California           | 0/5           |
|                                                 |         | Partido Encuentro Solidario          | 0/5           |
|                                                 |         | Redes Sociales Progresistas          | 0/5           |
|                                                 |         | Fuerza por México                    | 0/5           |
|                                                 |         | Candidatos independiente             | 0/5           |
| Instituto Estatal Electoral de Baja California. |         |                                      |               |

### Diputados locales
|  | 57.24 % |

|  | 19.44 % |

|  | 18.32 % |

|  | 7.078 % |

|  | 5.75 % |

|  | 3.37 % |

|  | 3.31 % |

|  | 3.21 % |

|  | 3.30 % |

|  | 2.05 % |

|  | 1.84 % |